# Frio

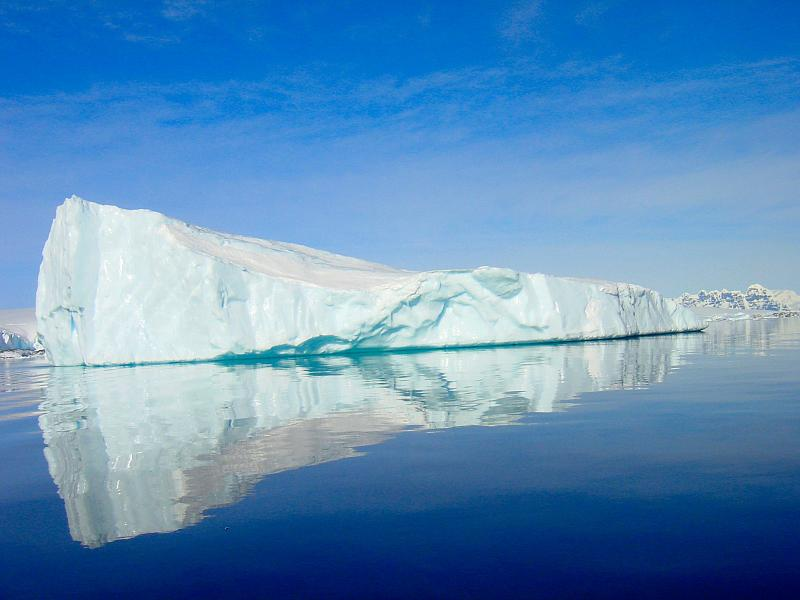
Um iceberg, que é comumente associado ao frio

Frio é a presença de baixa temperatura, principalmente na atmosfera. No uso comum, o frio é muitas vezes uma percepção subjetiva. Um limite inferior para a temperatura é o zero absoluto, definido como 0,00 K na escala Kelvin, uma escala de temperatura termodinâmica absoluta. Isso corresponde a -273,15 °C na escala Celsius, -459,67 °F na escala Fahrenheit e 0,00 °R na escala Rankine.
Como a temperatura se relaciona com a energia térmica retida por um objeto ou uma amostra de matéria, que é a energia cinética do movimento aleatório das partículas constituintes da matéria, um objeto terá menos energia térmica quando estiver mais frio e mais quando estiver mais quente. Se fosse possível resfriar um sistema até o zero absoluto, todo o movimento das partículas em uma amostra de matéria cessaria e elas estariam em completo repouso no sentido clássico. O objeto pode ser descrito como tendo energia térmica zero. Microscopicamente na descrição da mecânica quântica, no entanto, a matéria ainda tem energia de ponto zero mesmo no zero absoluto, por causa do princípio da incerteza.

## Resfriamento
O resfriamento refere-se ao processo de se tornar frio, ou diminuir a temperatura. Isso pode ser feito removendo o calor de um sistema ou expondo o sistema a um ambiente com uma temperatura mais baixa.
Os refrigerantes são fluidos usados para resfriar objetos, evitar o congelamento e evitar a erosão em máquinas.
O resfriamento a ar é o processo de resfriar um objeto expondo-o ao ar. Isso só funcionará se o ar estiver a uma temperatura mais baixa do que o objeto, e o processo pode ser aprimorado aumentando a área de superfície, aumentando a taxa de fluxo de refrigerante ou diminuindo a massa do objeto.
Outro método comum de resfriamento é expor um objeto ao gelo, gelo seco ou nitrogênio líquido. Isso funciona por condução; O calor é transferido do objeto relativamente quente para o líquido de arrefecimento relativamente frio.
 

O resfriamento a laser e o resfriamento evaporativo magnético são técnicas utilizadas para atingir temperaturas muito baixas. 

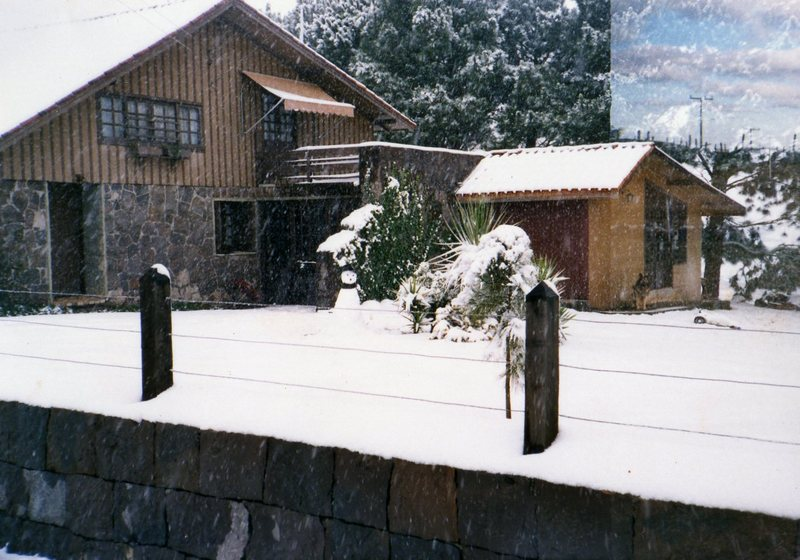
Neve no município de São Joaquim, em Santa Catarina, um dos locais mais frios do Brasil

## Efeitos fisiológicos
O frio tem inúmeros efeitos fisiológicos e patológicos no corpo humano, bem como em outros organismos. Ambientes frios podem promover certos traços psicológicos, além de ter efeitos diretos sobre a capacidade de se mover. O tremor é uma das primeiras respostas fisiológicas ao frio. Mesmo em baixas temperaturas, o frio pode perturbar maciçamente a circulação sanguínea. A água extracelular congela e o tecido é destruído. Afeta dedos, dedos dos pés, nariz, orelhas e bochechas com particular frequência. Eles descolorem, incham, bolhas e sangram. A congelação local leva às chamadas frieiras ou mesmo à morte de partes inteiras do corpo. Apenas reações temporárias de frio da pele são sem consequências. À medida que os vasos sanguíneos se contraem, eles ficam frios e pálidos, com menos oxigênio entrando no tecido. O calor estimula a circulação sanguínea novamente e é doloroso, mas inofensivo. A proteção integral contra o frio é particularmente importante para as crianças e para os esportes. Temperaturas frias extremas podem levar a congelamento, sepse e hipotermia, que por sua vez podem resultar em morte.

### Mitos comuns
Uma afirmação comum, mas falsa, afirma que o próprio tempo frio pode induzir o chamado resfriado comum. Nenhuma evidência científica disso foi encontrada, embora a doença, juntamente com a gripe e outras, aumente em prevalência com o clima mais frio.

## Mitologia e cultura
- Niflheim era um reino de gelo e frio primordial com nove rios congelados na mitologia nórdica.[8]
- O "Inferno no Inferno de Dante" é declarado como Cocytus, um lago congelado onde Virgílio e Dante foram depositados.[9]